# Eviota masudai
Eviota masudai är en fiskart som beskrevs av Keiichi Matsuura och Hiroshi Senou 2006. Eviota masudai ingår i släktet Eviota och familjen smörbultsfiskar. Inga underarter finns listade i Catalogue of Life.